# Alison Braden
Alison Braden, född 26 november 1982 i Calgary, är en kanadensisk vattenpolospelare.
Braden tog silver i damernas vattenpoloturnering i samband med panamerikanska spelen 2007 i Rio de Janeiro.